# Liste des monuments historiques de Bruges/T
Cette page regroupe l'ensemble des monuments classés de la ville de Bruges pour les noms de rues commençant par T.
| Objet                                                                                      | Statut du classement? | Année de construction/architecte | Section communale         | Adresse                | Coordonnées                      | Numéro d'inventaire | Illustration                                                                               |
| ------------------------------------------------------------------------------------------ | --------------------- | -------------------------------- | ------------------------- | ---------------------- | -------------------------------- | ------------------- | ------------------------------------------------------------------------------------------ |
| (nl) Breedhuizen                                                                           | Oui                   |                                  | Bruges                    | 't Zand 18             | 51° 12′ 19″ nord, 3° 13′ 06″ est | 29857               | Téléverser                                                                                 |
| (nl) Breedhuis en diephuis, lijstgevel XIX A                                               |                       |                                  | Bruges                    | 't Zand 2              | 51° 12′ 22″ nord, 3° 13′ 03″ est | 29853               | Téléverser                                                                                 |
| (nl) Breedhuizen                                                                           | Oui                   |                                  | Bruges                    | 't Zand 20             | 51° 12′ 19″ nord, 3° 13′ 06″ est | 29857               | Téléverser                                                                                 |
| (nl) Breedhuizen                                                                           | Oui                   |                                  | Bruges                    | 't Zand 21             | 51° 12′ 19″ nord, 3° 13′ 06″ est | 29857               | Téléverser                                                                                 |
| (nl) Rijhuizen                                                                             |                       |                                  | Bruges                    | 't Zand 22             | 51° 12′ 17″ nord, 3° 13′ 08″ est | 29858               | Téléverser                                                                                 |
| (nl) Rijhuizen                                                                             |                       |                                  | Bruges                    | 't Zand 23             | 51° 12′ 17″ nord, 3° 13′ 08″ est | 29858               | Téléverser                                                                                 |
| (nl) Rijhuizen                                                                             |                       |                                  | Bruges                    | 't Zand 24             | 51° 12′ 17″ nord, 3° 13′ 08″ est | 29858               | Téléverser                                                                                 |
| (nl) Diephuis, lijstgevel 1776                                                             |                       |                                  | Bruges                    | 't Zand 3              | 51° 12′ 22″ nord, 3° 13′ 03″ est | 29854               | Téléverser                                                                                 |
| (nl) Gebouw met lijstgevel, en twee huizen                                                 |                       |                                  | Bruges                    | 't Zand 31             | 51° 12′ 15″ nord, 3° 13′ 09″ est | 29859               | Téléverser                                                                                 |
| (nl) Breedhuisje, zadeldak, kern XII-XIII                                                  |                       |                                  | Bruges                    | 't Zand 4              | 51° 12′ 22″ nord, 3° 13′ 04″ est | 29855               | Téléverser                                                                                 |
| (nl) Art-Nouveaugetint breedhuis, mansardedak, 1909                                        |                       |                                  | Bruges                    | 't Zand 6              | 51° 12′ 21″ nord, 3° 13′ 05″ est | 29856               | Téléverser                                                                                 |
| (nl) Merkwaardig woonhuis                                                                  |                       |                                  |                           | Tempelhof 10           | 51° 13′ 25″ nord, 3° 12′ 13″ est | 57884               | Téléverser                                                                                 |
| (nl) Huis                                                                                  |                       |                                  |                           | Tempelhof 37           | 51° 13′ 28″ nord, 3° 12′ 12″ est | 57886               | Téléverser                                                                                 |
| (nl) Samenstel van werkplaatsen en woonhuis van 1922                                       |                       |                                  |                           | Tempelhof 41           | 51° 13′ 30″ nord, 3° 12′ 14″ est | 57887               | Téléverser                                                                                 |
| (nl) Halfvrijstaand huis uit de jaren 1930                                                 |                       |                                  |                           | Tempelhof 6            | 51° 13′ 25″ nord, 3° 12′ 12″ est | 57883               | Téléverser                                                                                 |
| (nl) Hoeve bestaande uit losse bestanddelen                                                |                       |                                  | Koolkerke                 | Ten Bergeweg 1         | 51° 14′ 03″ nord, 3° 13′ 40″ est | 71985               | Téléverser                                                                                 |
| (nl) Sportdomein met clubhuis La Brugeoise                                                 |                       |                                  | Sint-Michiels             | Ten Briele 5           | 51° 11′ 14″ nord, 3° 13′ 39″ est | 77853               | Téléverser                                                                                 |
| (nl) Voormalige kasteelhoeve bij kasteel Leysselbeek                                       |                       |                                  | Sint-Michiels             | Ten Walle 9            | 51° 10′ 31″ nord, 3° 13′ 16″ est | 77854               | Téléverser                                                                                 |
| (nl) Restant van een hoeve                                                                 |                       |                                  | Sint-Michiels             | Ter Beke 1             | 51° 11′ 13″ nord, 3° 12′ 55″ est | 77855               | Téléverser                                                                                 |
| (nl) Lage boerenarbeiderswoning                                                            |                       |                                  | Dudzele                   | Ter Bollestraat 1      | 51° 15′ 46″ nord, 3° 13′ 04″ est | 79721               | Téléverser                                                                                 |
| (nl) Historische hoeve                                                                     |                       |                                  | Dudzele                   | Ter Bollestraat 2      | 51° 15′ 40″ nord, 3° 13′ 01″ est | 79722               | Téléverser                                                                                 |
| (nl) Hoeve Ter Bolle                                                                       |                       |                                  | Dudzele                   | Ter Bollestraat 3      | 51° 15′ 29″ nord, 3° 13′ 05″ est | 79723               | Téléverser                                                                                 |
| (nl) Voormalige hoeve, grondig verbouwd                                                    |                       |                                  | Dudzele                   | Ter Bollestraat 4      | 51° 15′ 33″ nord, 3° 13′ 02″ est | 79724               | Téléverser                                                                                 |
| (nl) Historische hoeve Rood Huis                                                           |                       |                                  | Dudzele                   | Ter Bollestraat 8      | 51° 15′ 02″ nord, 3° 13′ 10″ est | 79725               | Téléverser                                                                                 |
| (nl) Gekasseid steegje, aan noordkant eenheidsbebouwing van drie woningen                  |                       |                                  | Lissewege ( & Zeebrugge ) | Ter Doeststraat 25     |                                  | 79820               | Téléverser                                                                                 |
| (nl) Gekasseid steegje, aan noordkant eenheidsbebouwing van drie woningen                  |                       |                                  | Lissewege ( & Zeebrugge ) | Ter Doeststraat 27     |                                  | 79820               | Téléverser                                                                                 |
| (nl) Samenstel bestaande uit twee breedhuizen                                              |                       |                                  |                           | Ter Doeststraat 3      | 51° 17′ 33″ nord, 3° 11′ 54″ est | 79818               | Téléverser                                                                                 |
| (nl) Voormalige hoeve Pronkenburg                                                          | Oui                   |                                  |                           | Ter Doeststraat 30     | 51° 16′ 52″ nord, 3° 12′ 29″ est | 79821               | Téléverser                                                                                 |
| (nl) Gekasseid steegje, aan noordkant eenheidsbebouwing van drie woningen                  |                       |                                  | Lissewege ( & Zeebrugge ) | Ter Doeststraat 33     |                                  | 79820               | Téléverser                                                                                 |
| (nl) Gekasseid steegje, aan noordkant eenheidsbebouwing van drie woningen                  |                       |                                  | Lissewege ( & Zeebrugge ) | Ter Doeststraat 35     |                                  | 79820               | Téléverser                                                                                 |
| (nl) Historische site bestaande uit kapel, toegangsgebouw, hoeve en voormalige abdijschuur | Oui                   |                                  | Lissewege ( & Zeebrugge ) | Ter Doeststraat 4      |                                  | 79819               | (nl) Historische site bestaande uit kapel, toegangsgebouw, hoeve en voormalige abdijschuur |
| (nl) Samenstel bestaande uit rijhuizen                                                     |                       |                                  |                           | Ter Doeststraat 41     | 51° 17′ 31″ nord, 3° 11′ 57″ est | 79822               | Téléverser                                                                                 |
| (nl) Samenstel bestaande uit rijhuizen                                                     |                       |                                  |                           | Ter Doeststraat 43     | 51° 17′ 31″ nord, 3° 11′ 57″ est | 79822               | Téléverser                                                                                 |
| (nl) Samenstel bestaande uit rijhuizen                                                     |                       |                                  |                           | Ter Doeststraat 45     | 51° 17′ 31″ nord, 3° 11′ 57″ est | 79822               | Téléverser                                                                                 |
| (nl) Samenstel bestaande uit rijhuizen                                                     |                       |                                  |                           | Ter Doeststraat 47     | 51° 17′ 31″ nord, 3° 11′ 57″ est | 79822               | Téléverser                                                                                 |
| (nl) Samenstel bestaande uit twee breedhuizen                                              |                       |                                  |                           | Ter Doeststraat 5      | 51° 17′ 33″ nord, 3° 11′ 54″ est | 79818               | Téléverser                                                                                 |
| (nl) Grondig verbouwde hoeve                                                               |                       |                                  |                           | Ter Doeststraat 93     | 51° 17′ 25″ nord, 3° 12′ 04″ est | 79823               | Téléverser                                                                                 |
| (nl) Verbouwde hoeve                                                                       | Oui                   |                                  |                           | Ter Doeststraat 97     | 51° 17′ 18″ nord, 3° 12′ 11″ est | 79824               | Téléverser                                                                                 |
| (nl) Eenheidsbebouwing                                                                     |                       |                                  | Koolkerke                 | Ter Looigemweg 18      | 51° 13′ 35″ nord, 3° 13′ 55″ est | 71988               | Téléverser                                                                                 |
| (nl) Vrijstaande woning                                                                    |                       |                                  | Koolkerke                 | Ter Looigemweg 2       | 51° 13′ 30″ nord, 3° 13′ 54″ est | 71986               | Téléverser                                                                                 |
| (nl) Eenheidsbebouwing                                                                     |                       |                                  | Koolkerke                 | Ter Looigemweg 20      | 51° 13′ 35″ nord, 3° 13′ 55″ est | 71988               | Téléverser                                                                                 |
| (nl) Eenheidsbebouwing                                                                     |                       |                                  | Koolkerke                 | Ter Looigemweg 22      | 51° 13′ 35″ nord, 3° 13′ 55″ est | 71988               | Téléverser                                                                                 |
| (nl) Eenheidsbebouwing                                                                     |                       |                                  | Koolkerke                 | Ter Looigemweg 24      | 51° 13′ 35″ nord, 3° 13′ 55″ est | 71988               | Téléverser                                                                                 |
| (nl) Eenheidsbebouwing                                                                     |                       |                                  | Koolkerke                 | Ter Looigemweg 26      | 51° 13′ 35″ nord, 3° 13′ 55″ est | 71988               | Téléverser                                                                                 |
| (nl) Eenheidsbebouwing                                                                     |                       |                                  | Koolkerke                 | Ter Looigemweg 28      | 51° 13′ 35″ nord, 3° 13′ 55″ est | 71988               | Téléverser                                                                                 |
| (nl) Eenheidsbebouwing                                                                     |                       |                                  | Koolkerke                 | Ter Looigemweg 30      | 51° 13′ 35″ nord, 3° 13′ 55″ est | 71988               | Téléverser                                                                                 |
| (nl) Eenheidsbebouwing                                                                     |                       |                                  | Koolkerke                 | Ter Looigemweg 32      | 51° 13′ 35″ nord, 3° 13′ 55″ est | 71988               | Téléverser                                                                                 |
| (nl) Eenheidsbebouwing                                                                     |                       |                                  | Koolkerke                 | Ter Looigemweg 34      | 51° 13′ 35″ nord, 3° 13′ 55″ est | 71988               | Téléverser                                                                                 |
| (nl) Parochiekerk van de Heilige Sint-Jozef                                                |                       |                                  | Koolkerke                 | Ter Looigemweg 6       | 51° 13′ 32″ nord, 3° 13′ 56″ est | 71987               | (nl) Parochiekerk van de Heilige Sint-Jozef                                                |
| (nl) Woning Van Leynseele                                                                  |                       |                                  | Sint-Michiels             | Tillegempark 4         | 51° 10′ 34″ nord, 3° 10′ 58″ est | 77856               | Téléverser                                                                                 |
| (nl) Kapel                                                                                 |                       |                                  | Sint-Michiels             | Tillegemstraat         | 51° 10′ 45″ nord, 3° 11′ 52″ est | 77857               | Téléverser                                                                                 |
| (nl) Voormalige hovenierswoning van het kasteel van Tillegem                               |                       |                                  | Sint-Michiels             | Tillegemstraat 79      | 51° 10′ 34″ nord, 3° 11′ 49″ est | 77858               | Téléverser                                                                                 |
| (nl) Kasteel van Tillegem                                                                  | Oui                   |                                  | Sint-Michiels             | Tillegemstraat 81      | 51° 10′ 36″ nord, 3° 11′ 51″ est | 77859               | Téléverser                                                                                 |
| (nl) 19de-eeuwse arbeiderswoning                                                           |                       |                                  | Sint-Michiels             | Titecastraat 20        | 51° 11′ 40″ nord, 3° 12′ 10″ est | 77860               | Téléverser                                                                                 |
| (nl) Torenbrug                                                                             | Oui                   |                                  |                           | Torenbrug              | 51° 12′ 48″ nord, 3° 13′ 33″ est | 200803              | Téléverser                                                                                 |
| (nl) Voormalige doorgang tot het Cercle Brugge stadion Edgard De Smedt                     |                       |                                  | Saint-André               | Torhoutse Steenweg     | 51° 12′ 09″ nord, 3° 12′ 26″ est | 75088               | Téléverser                                                                                 |
| (nl) Gedenksteen voor drie vermoorde burgers (W.O. II)                                     |                       |                                  | Saint-André               | Torhoutse Steenweg     | 51° 11′ 47″ nord, 3° 12′ 01″ est | 75112               | Téléverser                                                                                 |
| (nl) Hoekpand bij 18-Oktoberstraat                                                         |                       |                                  | Saint-André               | Torhoutse Steenweg 1   | 51° 12′ 12″ nord, 3° 12′ 31″ est | 75076               | Téléverser                                                                                 |
| (nl) Twee art-deco- enkelhuizen van 1932                                                   |                       |                                  | Saint-André               | Torhoutse Steenweg 103 | 51° 12′ 02″ nord, 3° 12′ 17″ est | 75105               | Téléverser                                                                                 |
| (nl) Twee art-deco- enkelhuizen van 1932                                                   |                       |                                  | Saint-André               | Torhoutse Steenweg 105 | 51° 12′ 02″ nord, 3° 12′ 17″ est | 75105               | Téléverser                                                                                 |
| (nl) Twee leegstaande woonhuizen                                                           |                       |                                  | Saint-André               | Torhoutse Steenweg 108 | 51° 11′ 59″ nord, 3° 12′ 12″ est | 75106               | Téléverser                                                                                 |
| (nl) Twee leegstaande woonhuizen                                                           |                       |                                  | Saint-André               | Torhoutse Steenweg 110 | 51° 11′ 59″ nord, 3° 12′ 12″ est | 75106               | Téléverser                                                                                 |
| (nl) Eclectisch enkelhuis van 1899                                                         |                       |                                  | Saint-André               | Torhoutse Steenweg 12  | 51° 12′ 12″ nord, 3° 12′ 28″ est | 75079               | Téléverser                                                                                 |
| (nl) Samenstel bestaande uit winkel en woonhuis van 1938                                   |                       |                                  | Saint-André               | Torhoutse Steenweg 13  | 51° 12′ 11″ nord, 3° 12′ 30″ est | 75080               | Téléverser                                                                                 |
| (nl) Interbellumwoning van 1935                                                            |                       |                                  | Saint-André               | Torhoutse Steenweg 132 | 51° 11′ 57″ nord, 3° 12′ 09″ est | 75155               | Téléverser                                                                                 |
| (nl) Samenstel bestaande uit winkel en woonhuis van 1938                                   |                       |                                  | Saint-André               | Torhoutse Steenweg 15  | 51° 12′ 11″ nord, 3° 12′ 30″ est | 75080               | Téléverser                                                                                 |
| (nl) Woonhuis                                                                              |                       |                                  | Saint-André               | Torhoutse Steenweg 19  | 51° 12′ 11″ nord, 3° 12′ 30″ est | 75081               | Téléverser                                                                                 |
| (nl) Bel-etagewoning van 1936                                                              |                       |                                  | Saint-André               | Torhoutse Steenweg 198 | 51° 11′ 51″ nord, 3° 12′ 04″ est | 75107               | Téléverser                                                                                 |
| (nl) Voormalige herberg van 1911                                                           |                       |                                  | Saint-André               | Torhoutse Steenweg 203 | 51° 11′ 48″ nord, 3° 12′ 04″ est | 75108               | Téléverser                                                                                 |
| (nl) Herberg De Klokke                                                                     |                       |                                  | Saint-André               | Torhoutse Steenweg 208 | 51° 11′ 49″ nord, 3° 12′ 03″ est | 75109               | Téléverser                                                                                 |
| (nl) Eclectische bel-etagewoning van 1898                                                  |                       |                                  | Saint-André               | Torhoutse Steenweg 22  | 51° 12′ 12″ nord, 3° 12′ 27″ est | 75082               | Téléverser                                                                                 |
| (nl) Deels vrijstaand dubbelhuis van 1924                                                  |                       |                                  | Saint-André               | Torhoutse Steenweg 243 | 51° 11′ 43″ nord, 3° 12′ 01″ est | 75110               | Téléverser                                                                                 |
| (nl) Eclectisch woonhuis                                                                   |                       |                                  | Saint-André               | Torhoutse Steenweg 28  | 51° 12′ 11″ nord, 3° 12′ 26″ est | 75083               | Téléverser                                                                                 |
| (nl) Interbellumwoning van 1936                                                            |                       |                                  | Saint-André               | Torhoutse Steenweg 3   | 51° 12′ 12″ nord, 3° 12′ 31″ est | 75077               | Téléverser                                                                                 |
| (nl) Vier diephuizen                                                                       |                       |                                  | Saint-André               | Torhoutse Steenweg 309 | 51° 11′ 38″ nord, 3° 11′ 56″ est | 75111               | Téléverser                                                                                 |
| (nl) Woonhuis van 1935                                                                     |                       |                                  | Saint-André               | Torhoutse Steenweg 31  | 51° 12′ 10″ nord, 3° 12′ 28″ est | 75084               | Téléverser                                                                                 |
| (nl) Vier diephuizen                                                                       |                       |                                  | Saint-André               | Torhoutse Steenweg 311 | 51° 11′ 38″ nord, 3° 11′ 56″ est | 75111               | Téléverser                                                                                 |
| (nl) Vier diephuizen                                                                       |                       |                                  | Saint-André               | Torhoutse Steenweg 313 | 51° 11′ 38″ nord, 3° 11′ 56″ est | 75111               | Téléverser                                                                                 |
| (nl) 19de-eeuws laag huis                                                                  |                       |                                  | Sint-Michiels             | Torhoutse Steenweg 322 | 51° 11′ 25″ nord, 3° 11′ 39″ est | 77861               | Téléverser                                                                                 |
| (nl) Interbellumwoonhuis van 1932                                                          |                       |                                  | Saint-André               | Torhoutse Steenweg 33  | 51° 12′ 10″ nord, 3° 12′ 28″ est | 75085               | Téléverser                                                                                 |
| (nl) Koppelwoning uit de jaren 1930                                                        |                       |                                  | Sint-Michiels             | Torhoutse Steenweg 348 | 51° 11′ 21″ nord, 3° 11′ 35″ est | 77862               | Téléverser                                                                                 |
| (nl) Twee eclectische huizen van 1924                                                      |                       |                                  | Saint-André               | Torhoutse Steenweg 35  | 51° 12′ 10″ nord, 3° 12′ 27″ est | 75086               | Téléverser                                                                                 |
| (nl) Koppelwoning uit de jaren 1930                                                        |                       |                                  | Sint-Michiels             | Torhoutse Steenweg 350 | 51° 11′ 21″ nord, 3° 11′ 35″ est | 77862               | Téléverser                                                                                 |
| (nl) Twee eclectische huizen van 1924                                                      |                       |                                  | Saint-André               | Torhoutse Steenweg 37  | 51° 12′ 10″ nord, 3° 12′ 27″ est | 75086               | Téléverser                                                                                 |
| (nl) HUIZE BOEKENEUTE                                                                      |                       |                                  | Sint-Michiels             | Torhoutse Steenweg 380 | 51° 11′ 08″ nord, 3° 11′ 23″ est | 77863               | Téléverser                                                                                 |
| (nl) Kasteel Nieuw (of Klein) Tillegem                                                     |                       |                                  | Sint-Michiels             | Torhoutse Steenweg 406 | 51° 10′ 55″ nord, 3° 11′ 10″ est | 77864               | Téléverser                                                                                 |
| (nl) Voormalige kleine hoeve                                                               |                       |                                  | Sint-Michiels             | Torhoutse Steenweg 410 | 51° 10′ 50″ nord, 3° 11′ 04″ est | 77865               | Téléverser                                                                                 |
| (nl) Eclectisch woonhuis van 1903                                                          |                       |                                  | Saint-André               | Torhoutse Steenweg 42  | 51° 12′ 10″ nord, 3° 12′ 24″ est | 75087               | Téléverser                                                                                 |
| (nl) Kleine 19de-eeuwse hoeve                                                              |                       |                                  | Sint-Michiels             | Torhoutse Steenweg 424 | 51° 10′ 44″ nord, 3° 11′ 00″ est | 77866               | Téléverser                                                                                 |
| (nl) Sterk gerestaureerd boerenarbeidershuis                                               |                       |                                  | Sint-Michiels             | Torhoutse Steenweg 430 | 51° 10′ 36″ nord, 3° 10′ 54″ est | 77867               | Téléverser                                                                                 |
| (nl) Sterk gerestaureerd boerenarbeidershuis                                               |                       |                                  | Sint-Michiels             | Torhoutse Steenweg 432 | 51° 10′ 36″ nord, 3° 10′ 54″ est | 77867               | Téléverser                                                                                 |
| (nl) Boerenwoning met naam STAL TILLEGEM                                                   |                       |                                  | Sint-Michiels             | Torhoutse Steenweg 446 | 51° 10′ 32″ nord, 3° 10′ 48″ est | 77868               | Téléverser                                                                                 |
| (nl) Kasteel Pereboomveld                                                                  |                       |                                  | Saint-André               | Torhoutse Steenweg 452 | 51° 10′ 25″ nord, 3° 10′ 35″ est | 75113               | Téléverser                                                                                 |
| (nl) Hoekpand met de Graaf Pierre De Brieylaan                                             |                       |                                  | Sint-Michiels             | Torhoutse Steenweg 455 | 51° 11′ 18″ nord, 3° 11′ 36″ est | 77869               | Téléverser                                                                                 |
| (nl) Eclectisch halfvrijstaand woonhuis                                                    |                       |                                  | Saint-André               | Torhoutse Steenweg 49  | 51° 12′ 09″ nord, 3° 12′ 26″ est | 75089               | Téléverser                                                                                 |
| (nl) Voormalig winkelhuis van 1936                                                         |                       |                                  | Saint-André               | Torhoutse Steenweg 5   | 51° 12′ 12″ nord, 3° 12′ 31″ est | 75078               | Téléverser                                                                                 |
| (nl) Neoclassicistisch woonhuis                                                            |                       |                                  | Saint-André               | Torhoutse Steenweg 51  | 51° 12′ 08″ nord, 3° 12′ 26″ est | 75090               | Téléverser                                                                                 |
| (nl) Historiserende woning                                                                 |                       |                                  | Sint-Michiels             | Torhoutse Steenweg 519 | 51° 10′ 51″ nord, 3° 11′ 11″ est | 77870               | Téléverser                                                                                 |
| (nl) Interbellumwoning van 1937                                                            |                       |                                  | Saint-André               | Torhoutse Steenweg 52  | 51° 12′ 09″ nord, 3° 12′ 22″ est | 75091               | Téléverser                                                                                 |
| (nl) Herenhuis van 1929                                                                    |                       |                                  | Saint-André               | Torhoutse Steenweg 55  | 51° 12′ 08″ nord, 3° 12′ 25″ est | 75092               | Téléverser                                                                                 |
| (nl) Imposant woonhuis van 1941                                                            |                       |                                  | Saint-André               | Torhoutse Steenweg 58  | 51° 12′ 08″ nord, 3° 12′ 21″ est | 75093               | Téléverser                                                                                 |
| (nl) Voormalig kasteel Valkenbos                                                           |                       |                                  | Sint-Michiels             | Torhoutse Steenweg 581 | 51° 10′ 18″ nord, 3° 10′ 47″ est | 77871               | Téléverser                                                                                 |
| (nl) Interbellumwoning van 1939                                                            |                       |                                  | Saint-André               | Torhoutse Steenweg 60  | 51° 12′ 08″ nord, 3° 12′ 21″ est | 75094               | Téléverser                                                                                 |
| (nl) Hoeve van het langgeveltype                                                           |                       |                                  | Sint-Michiels             | Torhoutse Steenweg 601 | 51° 10′ 08″ nord, 3° 10′ 39″ est | 77872               | Téléverser                                                                                 |
| (nl) Voormalige hoeve bestaande uit losse bakstenen bestanddelen                           |                       |                                  | Sint-Michiels             | Torhoutse Steenweg 603 | 51° 10′ 05″ nord, 3° 10′ 33″ est | 77873               | Téléverser                                                                                 |
| (nl) Interbellumwoning                                                                     |                       |                                  | Saint-André               | Torhoutse Steenweg 64  | 51° 12′ 07″ nord, 3° 12′ 20″ est | 75095               | Téléverser                                                                                 |
| (nl) Bel-etagewoning                                                                       |                       |                                  | Saint-André               | Torhoutse Steenweg 69  | 51° 12′ 05″ nord, 3° 12′ 21″ est | 75096               | Téléverser                                                                                 |
| (nl) Eclectisch woonhuis van 1926                                                          |                       |                                  | Saint-André               | Torhoutse Steenweg 71  | 51° 12′ 05″ nord, 3° 12′ 20″ est | 75097               | Téléverser                                                                                 |
| (nl) Winkelhuis van 1927                                                                   |                       |                                  | Saint-André               | Torhoutse Steenweg 79  | 51° 12′ 04″ nord, 3° 12′ 20″ est | 75098               | Téléverser                                                                                 |
| (nl) Herenhuis in neoclassicistische stijl van 1927                                        |                       |                                  | Saint-André               | Torhoutse Steenweg 81  | 51° 12′ 04″ nord, 3° 12′ 20″ est | 75099               | Téléverser                                                                                 |
| (nl) Modernistisch woonhuis van 1933                                                       |                       |                                  | Saint-André               | Torhoutse Steenweg 86  | 51° 12′ 03″ nord, 3° 12′ 15″ est | 75100               | Téléverser                                                                                 |
| (nl) Enkelhuis van 1929                                                                    |                       |                                  | Saint-André               | Torhoutse Steenweg 87  | 51° 12′ 04″ nord, 3° 12′ 19″ est | 75101               | Téléverser                                                                                 |
| (nl) Neoclassicistisch woonhuis van 1933                                                   |                       |                                  | Saint-André               | Torhoutse Steenweg 92  | 51° 12′ 03″ nord, 3° 12′ 15″ est | 75102               | Téléverser                                                                                 |
| (nl) Interbellumwoning van 1937                                                            |                       |                                  | Saint-André               | Torhoutse Steenweg 94  | 51° 12′ 03″ nord, 3° 12′ 14″ est | 75103               | Téléverser                                                                                 |
| (nl) Voormalige interbellumwoning                                                          |                       |                                  | Saint-André               | Torhoutse Steenweg 98  | 51° 12′ 02″ nord, 3° 12′ 15″ est | 75104               | Téléverser                                                                                 |
| (nl) Bunker gelegen ter hoogte van de Lappersfortstraat                                    |                       |                                  | Assebroek                 | Tragelweg              | 51° 11′ 36″ nord, 3° 13′ 47″ est | 77187               | Téléverser                                                                                 |
| (nl) Halfvrijstaande woning in cottagestijl                                                |                       |                                  | Assebroek                 | Tuinstraat 4           | 51° 11′ 53″ nord, 3° 14′ 18″ est | 77188               | Téléverser                                                                                 |
| (nl) Diephuis                                                                              |                       |                                  | Bruges                    | Twijnstraat 1          | 51° 12′ 35″ nord, 3° 13′ 38″ est | 29845               | Téléverser                                                                                 |
| (nl) Diephuis, In Sint-Jacob, XIII-kern                                                    | Oui                   |                                  | Bruges                    | Twijnstraat 13         | 51° 12′ 36″ nord, 3° 13′ 42″ est | 29851               | Téléverser                                                                                 |
| (nl) De Vergulde Fontein, lijstgevel van 1839                                              | Oui                   |                                  | Bruges                    | Twijnstraat 13         | 51° 12′ 36″ nord, 3° 13′ 42″ est | 29852               | Téléverser                                                                                 |
| (nl) De Vergulde Fontein, lijstgevel van 1839                                              | Oui                   |                                  | Bruges                    | Twijnstraat 15         | 51° 12′ 36″ nord, 3° 13′ 42″ est | 29852               | Téléverser                                                                                 |
| (nl) Heden dubbelhuis, trapgevel XVI-XVII                                                  |                       |                                  | Bruges                    | Twijnstraat 2          | 51° 12′ 35″ nord, 3° 13′ 39″ est | 29846               | Téléverser                                                                                 |
| (nl) Enkelhuis uit XVII, woonhuis van Leo Mechelaere                                       |                       |                                  | Bruges                    | Twijnstraat 3          | 51° 12′ 35″ nord, 3° 13′ 39″ est | 29847               | Téléverser                                                                                 |
| (nl) Breedhuis, lijstgevel                                                                 | Oui                   |                                  | Bruges                    | Twijnstraat 5          | 51° 12′ 36″ nord, 3° 13′ 39″ est | 29848               | Téléverser                                                                                 |
| (nl) Classicistisch herenhuis van 1764, inscriptie, dub                                    | Oui                   |                                  | Bruges                    | Twijnstraat 6          | 51° 12′ 35″ nord, 3° 13′ 42″ est | 29849               | Téléverser                                                                                 |
| (nl) Barok diephuis ANNO / 1628 en Breedhuis met lijstg                                    | Oui                   |                                  | Bruges                    | Twijnstraat 7          | 51° 12′ 36″ nord, 3° 13′ 40″ est | 29850               | Téléverser                                                                                 |
| (nl) Classicistisch herenhuis van 1764, inscriptie, dub                                    | Oui                   |                                  | Bruges                    | Twijnstraat 8          | 51° 12′ 35″ nord, 3° 13′ 42″ est | 29849               | Téléverser                                                                                 |